# Николаев, Андрей Александрович
Андре́й Алекса́ндрович Никола́ев (30 августа 1982, Ломоносов, Ленинград) — российский футболист, нападающий.

## Карьера
По окончании спортивной школы был приглашён тренером Борисом Раппопортом в клуб второго дивизиона «Динамо» СПб. В 2000 году перешёл с Раппопортом в череповецкую «Северсталь», за которую провёл 34 матча и забил 13 мячей. В 2001 году перешёл в петербургский клуб «Локомотив-Зенит-2», бывший на тот момент фарм-клубом «Зенита», сыграл за него 37 матчей, забил 8 мячей, после чего перешёл в главную команду Санкт-Петербурга. За «Зенит» выступал в 2002 и 2003 годах, сыграл 9 матчей, забил 2 мяча в высшем дивизионе, провёл 32 матча и забил 16 мячей за дубль, стал в 2003 году, в составе команды, серебряным призёром чемпионата и обладателем Кубка Премьер-лиги, в финале которого сыграл в обоих матчах, а в первом из них отметился голом на 23-й минуте встречи.
В 2004 году перешёл в клуб «Москва», за который в том году сыграл 11 матчей и забил 2 мяча в Премьер-лиге и провёл 14 матчей с 5-ю забитыми в них мячами в турнире дублёров. В следующем году за основу не играл, провёл лишь 17 матчей за дубль, в которых забил 2 мяча, после чего перешёл в новокузнецкий «Металлург-Кузбасс», в котором и доиграл сезон, проведя 19 матчей и забив 7 мячей. Сезон 2006 года провёл в новосибирской «Сибири», за которую сыграл 30 матчей и забил 2 мяча. В 2008 году перешёл в белгородский клуб «Салют-Энергия», в составе которого провёл 16 матчей и забил 1 мяч, после чего, 6 августа, был отзаявлен и перешёл в «Металлург-Кузбасс», за который уже играл тремя годами ранее, на этот раз сыграл за новокузнецкий клуб 17 матчей и забил 2 мяча.
В 2009 году перешёл в астраханский «Волгарь», в составе которого дебютировал 28 марта в выездном матче во Владикавказе против местной «Алании», в этой встрече его команда уступила со счётом 1:3. Всего за «Волгарь» провёл 32 матча, в которых забил 5 голов, в первенстве и 3 встречи, в которых забил 1 мяч, в Кубке России. 12 января 2010 года подписал однолетний контракт с клубом «Нижний Новгород». В 2011 году провёл три матча за латвийский «Сконто», после чего завершил карьеру в 29 лет из-за травмы колена.
Окончил Университет имени Лесгафта.
С 2013 года работал прорабом. По состоянию на 2017 год занимался строительным бизнесом.

## Достижения
- Серебряный призёр чемпионата России: 2003
- Серебряный призёр чемпионата Латвии: 2007
- Обладатель Кубка Премьер-лиги: 2003